# Кристиан Август фон Валдек-Пирмонт
Кристиан Август фон Валдек-Пирмонт (на немски: Christian August von Waldeck-Pyrmont; * 6 декември 1744, Аролзен; † 24 септември 1798, дворец Синтра до Лисабон, Португалия) е принц на Валдек-Пирмонт, генерал на австрийска служба и накрая главнокомандващ и фелдмаршал на войската на Португалия.

## Биография

### Произход и ранни години
Той е третият син на Карл Август Фридрих фон Валдек-Пирмонт (1704 – 1763) и съпругата му, първата му братовчедка, пфалцграфиня Кристиана Хенриета фон Пфалц-Цвайбрюкен (1725 – 1816), дъщеря на пфалцграф Кристиан III фон Цвайбрюкен и графиня Каролина фон Насау-Саарбрюкен. Брат е на Карл (1742 – 1756), наследствен принц на Валдек, Фридрих Карл Август (1743 – 1812), княз на Валдек-Пирмонт, Георг I (1747 – 1813), принц на Валдек-Пирмонт и княз на Пирмонт-Раполтщайн (1747 – 1813), и Лудвиг (1752 – 1793, убит), генерал-майор на холандската кавалерия.
Кристиан Август е приятел на изкуството и както родителите му е очарован от древността. Затова той пътува до Италия, където известно време придружава Йохан Волфганг фон Гьоте, който се изказва много добре за него. По-късно той допринася много за голямата антична сбирка в двореца резиденция Аролзен.

### Военна служба
Кристиан Август започва военна служба в чужбина. През 1770 г. той е лейтенант в австрийския драгонски регимент Нр. 39 „Карл Август пфалцграф Цвайбрюкен-Биркенфелд“ и след една година командир на регимента. Като доброволец участва на руска страна в Руско-турската война (1768 – 1774) срещу Османската империя. През 1773 г. той се връща обратно като полковник в своя австрийски регимент. През 1781 г. императорът му дава този регимент, който започва да се нарича Драгонер-Регимент Нр. 39 „Принц Валдек.“
През 1784 г. Кристиан Август издава произведението „Kleine Berichtigungen über Versuch einer Geschichte des bayerischen Erbfolgekrieges.“ От 1788 г. служи при фелдмаршал Ернст Гидеон фон Лаудон в австрийката османска война (1787 – 1792). Той печели битки и е повишен на фелдмаршал-лейтенант. Като такъв Кристиан Август фон Валдек командва през 1792 г. дивизия срещу французите. При изучаването на крепостта Тионвил е ранен и загубва лявата си ръка.
Той е изпратен във Виена и по нареждане на кайзер Франц II изработва план за операциите на общата австрийско-пруска войска в Райнланд, който обаче не е акцептиран от прусите. Кристиан Август успява да убеди пруския крал за офензива в Елзас. При генерал Дагоберт Зигмунд фон Вурмзер (1724 – 1797) получава командването на австрийска трупа. Той печели битки против французите. През 1794 г. получава главното командване на австрийската Рейн-войска. Награден е с командирския кръст на „Ордена Мария Терезия“ и става генерал на кавалерията.
От 1794 г. той е във войската на Австрийска Нидерландия при принц Фридрих Йосиас фон Саксония-Кобург-Заалфелд. Малко след това той става член дворцовия военен съвет във Виена. През 1796 г. той има генералното командване в Бохемия.
През 1797 г. Кристиан Август приема поканата за главното командване на войската в Португалия със съгласието на кайзера. Той прави опит да реорганизира войската и скоро умира.

### Смърт
Кристиан Август фон Валдек-Пирмонт умира неженен на 4 септември 1798 г. на 53 години в националния дворец Синтра до Лисабон, Португалия. Погребан е в гробището на англичаните в Лисабон. Кралят Жуау VI от Португалия (1767 – 1826) дарява за него един монумент и гроб от мрамор във формата на голяма пирамида.